# 月刊タウン情報CU*
月刊タウン情報CU*（げっかんタウンじょうほうキュー）は、メディコムが刊行している徳島県を対象地域とする月刊のタウン情報誌。

## 概要
月刊タウン情報トクシマ（タウトク）の姉妹雑誌として2004年（平成16年）に創刊。ターゲットを絞っていない「タウトク」に対し、CUは女性をターゲットにした「女性誌」と位置付けられている。「徳島に住む女性のためのタウン誌」がコンセプト。

## 主なコーナー
- 食材ニュース
- お宅ガール